# La Tulipe noire
La Tulipe noire (bra: A Tulipa Negra) é um filme francês de 1964, dos gêneros romance e aventura, dirigido por Christian-Jaque.

## Sinopse
Em 1789, com a Revolução Francesa em andamento, um bandido chamado Tulipa Negra ajuda os habitantes amedrontados dos arredores da cidade de Roussillon. Os pobres respeitam-no como um novo Robin Hood. Como Zorro, o Tulipa Negra é, na vida real, um membro na corte e, portanto, precisa de camuflar-se para que possa lutar por justiça. Guillaume de Saint Preux, o primeiro Tulipa Negra, fica ferido. Marcado por uma cicatriz no rosto, ele precisa implorar que seu irmão gêmeo Julian tome seu lugar.

## Produção
O filme usa um título de um romance de Alexandre Dumas, pai, o filme guarda semelhanças com o Pimpinela Escarlate da Emma Orczy, que também é ambientado na Revolução Francesa, com a diferença que o Tulipa Negra ajuda aos pobres e não os aristocratas, sendo mais parecido com o Zorro.

## Elenco
- Alain Delon… Julien de Saint Preux / Guillaume de Saint Preux
- Virna Lisi… Caroline 'Caro' Plantin
- Adolfo Marsillach… Barão La Mouche
- Dawn Addams… Catherine de Vigogne
- Akim Tamiroff… Marquês de Vigogne